# Christian Fuchs
Christan Fuchs, född 7 april 1986 i Neunkirchen, Österrike, är en österrikisk f.d. fotbollsspelare. Han har även spelat för Österrikes landslag. Fuchs spelade vanligtvis som vänsterback.

## Karriär
Den 7 juni 2021 värvades Fuchs av amerikanska Charlotte FC inför deras debutsäsong i Major League Soccer 2022. Den 27 juli 2021 lånades han ut till Charlotte Independence på ett låneavtal över resten av säsongen. I januari 2023 avslutade Fuchs sin spelarkarriär.